# Kerti építmény
A kerti építmény egy gyűjtőfogalom, amelynek pontos tartalmát jogszabály (OTÉK) határozza meg.
Magyarországon a kerti építmény hagyományosan az építési telken belül pihenés, játék, szórakozás, kikapcsolódás céljára szolgáló műtárgy (így pl. hinta, csúszda, homokozó, lugas, szökőkút, kerti tó, kerti grill, kerti pavilon, terasz, kerti víz- és fürdőmedence, kerti épített tűzrakóhely, kerti zuhanyozó, kerti napkollektor, legfeljebb 20 m² vízszintes vetülettel kialakított kerti tető, kerti szabadlépcső (tereplépcső) és lejtő). Az OTÉK 2012-es módosítását követően a fogalom az építési telken kívüli műtárgyakra is vonatkoztatható.